# Leptolaelaps reticulatus
Leptolaelaps reticulatus är en spindeldjursart som beskrevs av Evans 1957. Leptolaelaps reticulatus ingår i släktet Leptolaelaps och familjen Leptolaelapidae. Inga underarter finns listade i Catalogue of Life.